# إندر بالنت
إندر بالنت (بالمجرية: Bálint Endre) هو مصمم مطبوعات ورسام مجري، ولد في 27 أكتوبر 1914 في بودابست في المجر، وتوفي بنفس المكان في 3 مايو 1986.

## وصلات خارجية
- إندر بالنت على موقع الموسوعة البريطانية (الإنجليزية)